# Osljabja
| |                                                                       |                                                                       |
| Schiffsdaten |                                                                       |                                                                       |
| Kiellegung: | 21. November 1895                                                     | 21. November 1895                                                     |
| Stapellauf (Schiffstaufe): | 9. November 1898                                                      | 9. November 1898                                                      |
| Indienststellung: | 15. Juni 1903                                                         | 15. Juni 1903                                                         |
| Bauwerft: | Admiralitätswerft, St. Petersburg                                     | Admiralitätswerft, St. Petersburg                                     |
| Besatzung: | 778                                                                   | 778                                                                   |
| Technische Daten |                                                                       |                                                                       |
| Wasserverdrängung: | 13.500 ts                                                             | 13.500 ts                                                             |
| Länge: | über Alles: 132,40 m                                                  | über Alles: 132,40 m                                                  |
| Breite: | 21,80 m                                                               | 21,80 m                                                               |
| Tiefgang: | 8 m                                                                   | 8 m                                                                   |
| Maschinenanlage: | - 30 Belleville-Kessel - 3 stehende Dreifachexpansions-Dampfmaschinen | - 30 Belleville-Kessel - 3 stehende Dreifachexpansions-Dampfmaschinen |
| Antrieb: | 3 Wellen                                                              | 3 Wellen                                                              |
| Höchstgeschwindigkeit: | 18,33 kn                                                              | 18,33 kn                                                              |
| Brennstoffvorrat: | 2.100 t Kohle                                                         | 2.100 t Kohle                                                         |
| Bewaffnung |                                                                       |                                                                       |
| - 4× 254-mm-Geschütze - 11× 152-mm-L/45-Kanone M1892 - 20× 75-mm-L/50-Geschütze M1892 - 20× 47-mm-L/43-Geschütze - 6× 37-mm-L/23-Geschütze - 5× 381-mm-Torpedorohre |                                                                       |                                                                       |
| Panzerung: | - Deck: 64 mm - Kommandoturm: 150 mm                                  | - Deck: 64 mm - Kommandoturm: 150 mm                                  |
| Verbleib |                                                                       |                                                                       |
| Im Jahr 1905 in der Seeschlacht bei Tsushima versenkt. |                                                                       |                                                                       |

Die Osljabja (russisch Ослябя) war ein Schlachtschiff der Kaiserlich Russischen Marine. Benannt wurde sie nach dem heiligen Mönch Rodion Osljabja, einem Teilnehmer der Schlacht auf dem Kulikowo Pole und Glaubensbruder von Alexander Pereswet. Das Schiff wurde als zweites Schiff der Pereswet-Klasse ab 1895 gebaut, aber erst 1903 in Dienst genommen. Mit dem Zweiten russischen Pazifik-Geschwader gelangte die Osljabja 1905 nach Ostasien und wurde in der Seeschlacht bei Tsushima versenkt.

## Baugeschichte
Die Osljabja wurde als zweites Schiff der Pereswet-Klasse 1895 gleichzeitig mit dem Typschiff Pereswet begonnen. Bauwerft war aber die Neue Admiralitätswerft in Sankt Petersburg. Sie lief am 17. Oktober 1898 vom Stapel. Die Indienststellung erfolgte aber erst am 15. Juni 1903 nach dem erheblich später begonnenen dritten Schiff Pobeda. Bei der Fertigstellung und der Ausrüstung der Osljabja waren erhebliche Probleme und Verzögerungen eingetreten. Sie unterschied sich von den auf der Baltischen Werft fertiggestellten Schwesterschiffen kaum, hatte aber am zweiten Mast keine ausgebaute Marsposition. Sie war das langsamste Schiff der Klasse und hatte das Konstruktionsgewicht erheblich überschritten.

## Erste Einsätze
Bei ihrer Indienststellung befanden sich die beiden Schwesterschiffe der Osljabja bereits beim russischen Pazifikgeschwader. Sie sollte diesen im Juli 1903 folgen und verließ Kronstadt zusammen mit dem in Frankreich gebauten Panzerkreuzer Bajan am 7. August 1903. Die beiden Schiffe trennten sich allerdings schon nach der Querung der Ostsee.
Am 22. August hatte die Osljabja dann in der Straße von Gibraltar eine Grundberührung. In Algier wurde festgestellt, dass sie erhebliche Unterwasserschäden davongetragen hatte und zur Reparatur wurde dann La Spezia angelaufen. Dort kamen dann noch Reparaturen an den Kesseln und der Kesselwasserbereitung hinzu. Vom 12. Oktober bis in den Dezember wurden Reparaturen durchgeführt. Es wurde dann entschieden, die Osljabja mit einigen Schiffen zusammen nach Fernost zu schicken. Sie traf mit diesem Verband unter Konteradmiral Andrei Wirenius im Dezember in Bizerta (heute: Tunesien) zusammen, dem unter anderen der Kreuzer Aurora, der auch La Spezia angelaufen hatte, und der alte Panzerkreuzer Dmitri Donskoi und sieben Torpedoboote der Buiny-Klasse sowie die kleinen Torpedoboote No. 212, No. 213, No. 221 und No. 222 angehörten. Sie nahm No. 212 und No. 213 in Schlepp und marschierte mit dem Verband über Piräus durch das östliche Mittelmeer, den Sueskanal und das Rote Meer bis Dschibuti, das am 31. Januar 1904 erreicht wurde.
Die Briten behinderten den Verband im Suezkanal, damit er den von den Japanern in Italien erworbenen Panzerkreuzern Nisshin und Kasuga nicht folgen konnte. Diese waren seit dem 9. Januar 1904 von Genua auf dem Weg nach Japan, mit gemischten italienisch, britischen und japanischen Mannschaften. Ab Port Said wurden sie von dem britischen Panzerkreuzer HMS King Alfred begleitet.
In Dschibuti erfuhren die Osljabja-Mannschaft und Konteradmiral Wirenius vom Ausbruch des Russisch-Japanischen Krieges. Das Oberkommando entschied, nicht den Marsch nach Ostasien fortzusetzen und keinen Kreuzerkrieg zu beginnen, für den Osljabja eigentlich konstruiert war. Man befürchtete bei einer intensiven Überprüfung des Schiffsverkehrs einen Konflikt mit Großbritannien, den man vermeiden wollte.
So erging der Befehl, den Rückmarsch in die Ostsee anzutreten. Am 11. März lief Wirenius mit der Osljabja und sieben Torpedobooten die Souda-Bucht auf Kreta an. Im April traf die Osljabja in der Ostsee in Libau ein und ging dann nach Kronstadt zur Reparatur und Verbesserung der Belüftung.
Die Osljabja, die beiden Kreuzer und die sieben Torpedoboote wurden Teil des Zweiten Pazifischen Geschwaders, das im Herbst 1904 aus der Ostsee den Marsch nach Ostasien antrat.

## Kriegseinsatz
Die Osljabja wurde dem 2. Russischen Pazifikgeschwader zugeteilt, das am 15. Oktober Libau Richtung Asien verließ. Als Flaggschiff der 2. Division mit Sissoi Weliki, Nawarin und Admiral Nachimow unter dem Kommando des Admirals Dmitri Gustawowitsch von Fölkersahm sollte sie mit dem überwiegenden Teil der Baltischen Flotte in den Fernen Osten verlegen. Das 2. Pazifikgeschwader sollte dort das bei der Belagerung von Port Arthur eingeschlossene 1. Pazifische Geschwader entsetzen. Kommandant des Schiffes war seit 1904 der Kapitän 1. Ranges Wladimir Iossifowitsch Ber. Am 2. Oktober trennte sich das Geschwader in Tanger, Fölkersahm stieg auf Sissoi Weliki um und lief mit einem Teil der Flotte (Nawarin, Swetlana, Schemtschug, Almas und etliche Hilfsschiffe) durch das Mittelmeer, während sein Flaggschiff mit dem Hauptteil der Flotte Afrika umrundete und dabei Dakar, Gabun, Baia dos Tigres (Angola), Lüderitzbucht und Nosy Be (Madagaskar) anlief. Dort blieb das Geschwader elf Wochen, wurde wieder zusammengeführt und Fölkersahm kehrte auf die Osljabja zurück.
Admiral Fölkersahm erkrankte Anfang April 1905 noch vor Erreichen des Kriegsschauplatzes. Am 24. Mai verstarb er an Bord seines Flaggschiffes Osljabja. Am 9. Mai hatte die russische Flotte ihren letzten Versammlungsort, die Cam Ranh Bay in Französisch-Indochina verlassen, wo am 14. April 1905 vierzig russische Schiffe unter Admiral Sinowi Petrowitsch Roschestwenski zur Versorgung und Kohlenübernahme eingetroffen waren und am 25. April auch das 3. Geschwader unter Nikolai Iwanowitsch Nebogatow eintraf.
Am 27. Mai 1905 erreichte das russische Geschwader die Gewässer um die Insel Tsushima. Gegen 13:20 Uhr näherten sich die japanischen Hauptstreitkräfte. Da während des Aufmarsches die Geschwindigkeiten der russischen Abteilungen nicht aufeinander abgestimmt waren, musste die Osljabja schließlich ganz stoppen. Zu diesem Zeitpunkt eröffneten die russischen Schiffe das Feuer auf die japanischen Seestreitkräfte. Die Japaner beantworteten das Feuer umgehend und konzentrierten den Beschuss zunächst auf Admiral Roschestwenskis Flaggschiff Knjas Suworow und die Osljabja. Die Osljabja hatte sich nach dem missglückten Manöver nicht wieder in Bewegung setzen können und erhielt sofort mehrere schwere Treffer im Bugbereich. Das Schiff kenterte schließlich gegen 15:15 Uhr. Sie konnte daher nicht in nennenswertem Umfang in die Schlacht eingreifen. Russische Torpedoboote retteten etwa 250 Schiffbrüchige, mussten aber unter dem starken japanischen Angriff den Rückzug antreten. Mehr als 500 Mann der Besatzung verloren beim Untergang ihr Leben.
Eine detaillierte Beschreibung des Untergangs findet sich in Alexei Silytsch Nowikow-Pribois Buch Tsushima, der die Schlacht als Unteroffizier an Bord des Linienschiffs Orjol erlebte.